# Ermolao Donà
Ermolao Donà (Venezia, fine XIV secolo – Venezia, 6 novembre 1450) è stato un politico, diplomatico e militare italiano.

## Biografia
Membro della famiglia Donà "dalle Trezze", del ramo residente a Santa Maria Formosa, era figlio di Nicolò, che nel 1390 era stato consigliere per il sestiere di Cannaregio.
Iniziò la carriera politica nel 1412, quando entrò a far parte del Maggior Consiglio, ma ottenne il primo incarico a noi noto nel 1431, in qualità di ambasciatore a Firenze. L'attività diplomatica lo assorbì anche negli anni seguenti: nel 1434-35 era in missione presso il papa, quindi presso Filippo Maria Visconti impegnato nella guerra contro Genova. Durante quest'ultimo mandato fu eletto al contempo podestà di Brescia e commissario per le trattative di pace con il ducato di Milano.
Tornato a Venezia, divenne prima consigliere per il sestiere di Castello, quindi ambasciatore presso papa Eugenio IV impegnato nel concilio di Ferrara-Firenze.
Nel 1440 risulta nuovamente in laguna, quale savio di Terraferma e, forse, capitano in Golfo. Tra il 1441 e il 1442 fu savio del Consiglio, ma presto dovette tornare in missione dal papa a Firenze. Nel 1443 fu nuovamente dal Visconti, sempre a causa del conflitto con Genova.
Gli incarichi successivi lo videro sempre impegnato nella capitale. Nel 1442 e nel 1444-1450 fu savio al Consiglio, mentre nel 1444-1446 fu consigliere per Castello. Il 18 gennaio 1447 firmò il contratto con cui il marchese di Mantova Ludovico III Gonzaga veniva nominato capitano generale del Comune di Firenze nell'ambito della lega veneto-fiorentina contro Milano.
Nel 1448, durante il conflitto con i Visconti, fu eletto provveditore dell'esercito, prima assieme a Federico Contarini, poi, dopo la morte di questi, con Gherardo Dandolo. Nell'agosto successivo Venezia subì la sconfitta di Caravaggio durante la quale cadde prigioniero. Gli storici dell'epoca hanno pareri contrastanti sulla responsabilità della rotta: secondo Cristoforo da Soldo e Andrea Navagero la colpa fu dei due provveditori e di alcuni capitani, mentre Angelo Simonetta la addossa a Tiberto Brandolini; Marin Sanudo, invece, difende il Donà e il Contarini, indicando quali responsabili Micheletto Attendolo e certi capitani.
I due provveditori, condotti a Cremona, furono liberati già in ottobre in seguito a un accordo di pace stipulato dalle due parti.
Nonostante tutto, nello stesso 1448 il Donà risultava avogadore di Comun (carica che lo aveva già impegnato nel 1439 e nel 1445). Fu durante questo mandato che si procurò le inimicizie che gli sarebbero state fatali: il 5 novembre 1450, mentre tornava da una seduta in Senato quale membro del Consiglio dei Dieci, fu gravemente ferito da uno sconosciuto, spirando l'indomani. Venne sepolto nel monastero di San Michele in Isola.
Del delitto fu accusato Jacopo Foscari, figlio del doge Francesco, il quale confessò sotto tortura e fu esiliato alla Canea. L'episodio va inquadrato nel difficile momento che attraversava la politica interna veneziana, con un crescente risentimento nei confronti del vecchio doge che, di lì a poco, fu costretto alle dimissioni.
Responsabile del delitto era in realtà Nicolò Erizzo, come ammise egli stesso in punto di morte: intendeva vendicarsi del Donà che, durante la sua attività in avogaria, lo aveva condannato al bando per furti.
Il Donà aveva sposato nel 1423 Marina Loredan da cui aveva avuto Tommaso (patriarca di Venezia), Piero (abate di San Michele in Isola), Ludovico (camaldolese), Giovanni (che proseguì la discendenza sposando una figlia di Pietro Marcello) e due femmine (sposate rispettivamente a Lorenzo Zane e a Omobono Gritti). Fu inoltre coinvolto nel movimento umanistico: possessore di una fornita biblioteca e in contatto epistolare con Francesco Barbaro, secondo Biondo Flavio fu occupatissimus in literis e compose lieroicos versus...elegantes.